# Música dos Camarões
A música mais conhecida dos Camarões é a Makossa, um estilo popular que conquistou fãs em toda a África, e sua dança relacionada à loucura Bikutsi.
Os velejadores de piroga de Douala são conhecidos por uma espécie de música chamada ngoso, que evoluiu para uma espécie muito moderna acompanhada por zanza, balafon, e vários Instrumentos de percussão.
Os pigmeus BaKa vivem na floresta tropical de Camarões, Gabão e Congo, juntamente com vários grupos étnicos bantu.

## Música tradicional

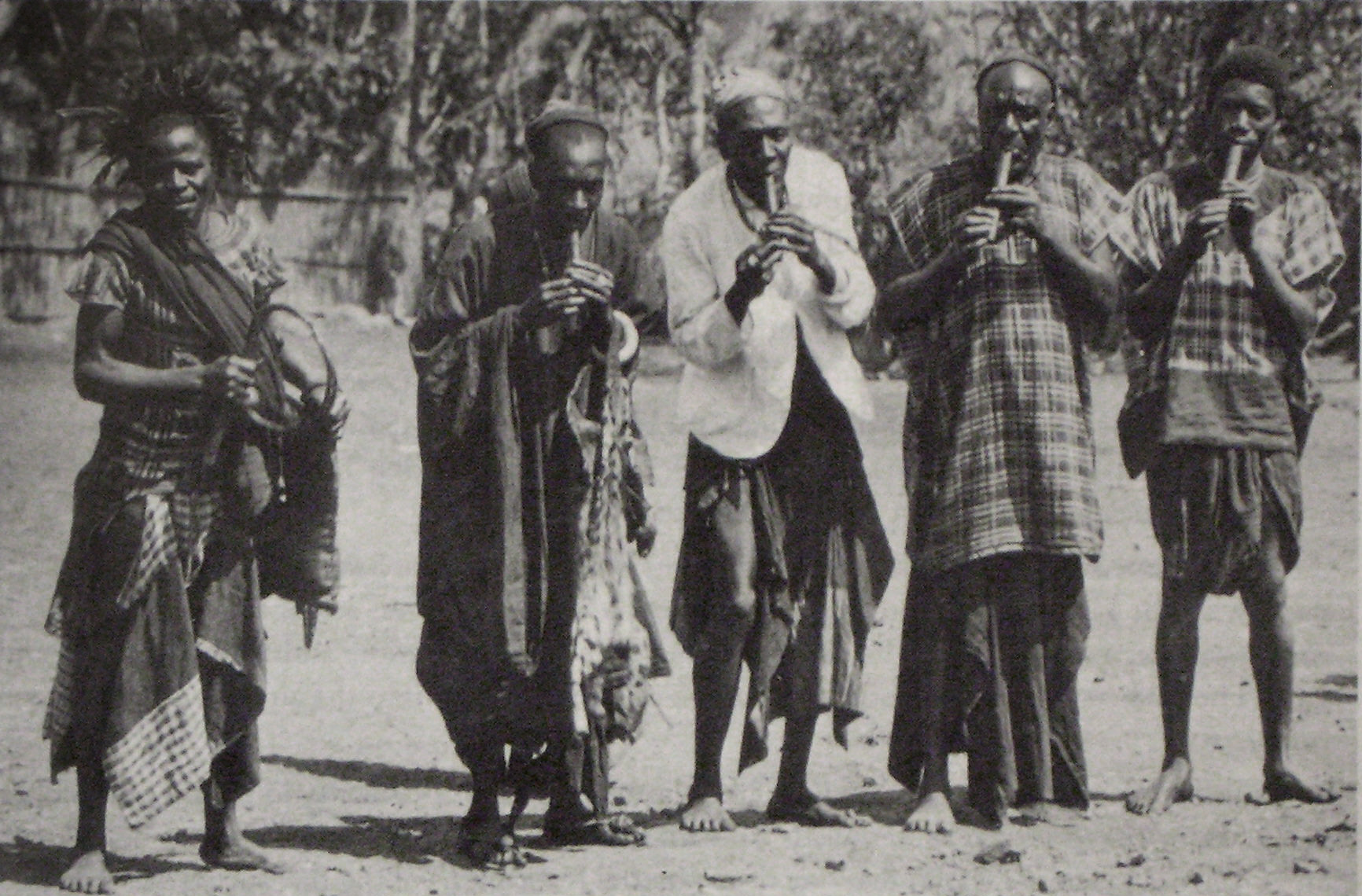
Lela celebrações em Bali, Camarões, por volta de 1908. Quatro homens tocam em flautas sagradas lela. As comemorações são dirigidas por membros da família real de Bali.

### Beti
Os Camarões são o lar de muitos grupos étnicos distintos. O Beti, ou Ewondo, estão entre os mais numerosos, e vivem na região perto de Yaoundé e sul da Guiné Equatorial. Os Beti são mais conhecidos pela música Bikutsi, que foi popularizado e se tornou um concorrente para as mais zonas urbanas e acessível makossa de Douala.
Bikutsi é caracterizado por uns 6/8 ritmos intensos, e é tocado em todos os tipos de encontros de Beti, incluindo festas, funerais e casamentos. A palavra Bikutsi pode ser vagamente traduzido como batendo o solo permanentemente.
Ajuntamentos Beti se dividem em duas grandes categorias:
- Ekang fase: o momento em que questões são discutidas do imaginário, mitológico e espirituais.
- Bikutsi fase: quando são discutidos os problemas da vida real.

Uma dupla unilateral harpa com cabaça chamada de amplificação mvet é utilizada durante estas cerimônias, por contadores de histórias de Beti, que são vistas como usando o mvet como um instrumento de Deus para educar as pessoas.
A fase de Ekang é intensamente musical, e dura geralmente toda a noite. Há umas recitações poéticas acompanhadas de palmas e dança, com interlúdios para desempenhos improvisados e às vezes obscenos no balafon (um tipo de Xilofone). Estes interlúdios sinalizam o deslocamento à fase do bikutsi, que é muito menos estritamente estruturado do que Ekang. Durante o bikutsi, as mulheres dançam e cantam junto com o balafon, e os poemas líricos centram-se sobre problemas da vidas real, assim como fantasia sexuais. Estes coros femininos são uma parte integrante do bikutsi, e suas danças e gritos intensos são caraterísticos do gênero. Um outro tipo de cerimónia é o mevungu, quando as mulheres dançam toda a noite a fim se abster do sexo durante aquelas horas por um período de nove dias. O ritual do sso é muito temido pelos meninos de Beti, porque envolve uma série de testes para marcar a passagem de um menino na masculinidade.

## Música moderna camaronesa

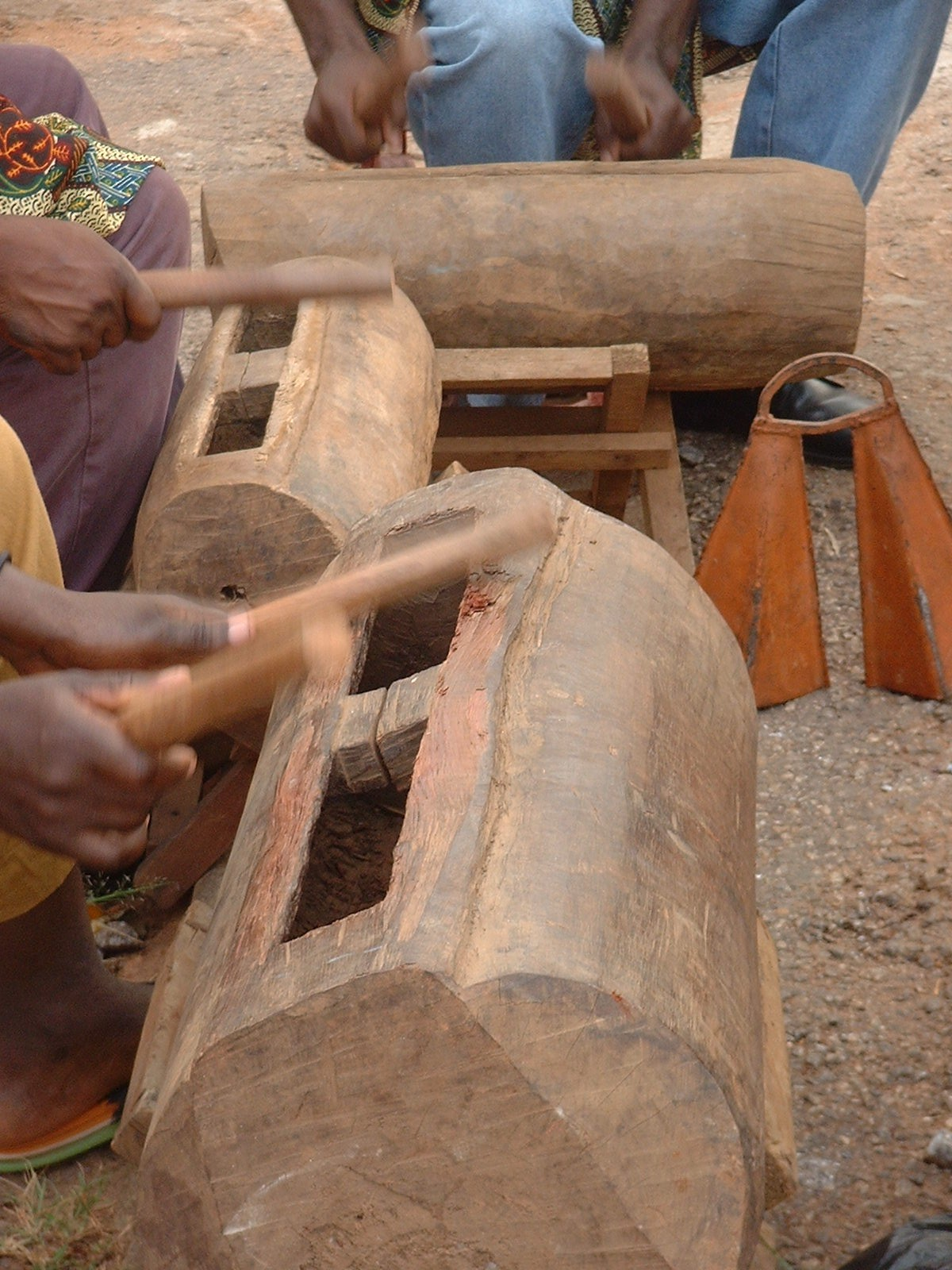
Bamileke drummers em Camerões Província do Oeste de Camarões.

As primeiras gravações musicais de Camarões vem da década de 1930, quando os mais populares estilos foram importados da música pop e do estilo francês chanson. Em Douala, a mais desenvolvida cidade em Camarões, acordeons e músicas Ambasse bey eram comuns, com intérpretes como Lobe Lobe, Ebanda Manfred e Nelle Eyoum encontrando no  local público-alvo. Ekambi Brillant e o primeiro grande sucesso camaronês, "N'Gon Abo", define o cenário para o desenvolvimento de makossa.